# Dige
Dige (kinesiska: 底阁镇, 底阁) är en köping i Kina. Den ligger i provinsen Shandong, i den östra delen av landet, omkring 230 kilometer söder om provinshuvudstaden Jinan. Antalet invånare är 40105. Befolkningen består av 19 114 kvinnor och 20 991 män. Barn under 15 år utgör 19,0 %, vuxna 15-64 år 71 %, och äldre över 65 år 9,0 %.
Genomsnittlig årsnederbörd är 925 millimeter. Den regnigaste månaden är juli, med i genomsnitt 251 mm nederbörd, och den torraste är januari, med 9 mm nederbörd.